# ثور فارنيزي
ثور فارنيزي هو تمثال رخامي روماني وهو نسخة متقنة من تمثال يوناني أقدم وهو معروض حالياً ضمن مقتنيات متحف نابولي الوطني للآثار في إيطاليا.